# Wilma Flintstone
Wilma Anna Flintstone é um personagem fictício da série animada de televisão The Flintstones. Wilma é a esposa do homem das cavernas Fred Flintstone, filha de Pearl Slaghoople e mãe de Pedrita Flintstone. Sua melhor amiga é sua vizinha, Betty.
A personalidade de Wilma é baseada na de Alice Kramden, esposa de Ralph Kramden, na série de televisão da década de 1950 The Honeymooners. Muito parecido com Alice, Wilma interpreta a pessoa obstinada e equilibrada em seu casamento, muitas vezes criticando Fred por seguir seus vários esquemas infelizes. Wilma geralmente é quem ajuda Fred quando um de seus planos o coloca em apuros ou traz à tona o problema. 

## Biografia de personagem fictício
Quando jovem, Wilma trabalhou com Betty como garota de cigarro (vendedora de cigarros) em um resort. Lá, elas conheceram e se apaixonaram por seus futuros maridos, Fred e Barney, que trabalhavam no mesmo local como mensageiros.
Wilma e Fred acabaram se casando, e Wilma tornou-se dona de casa, mantendo a casa com  eletrodomésticos pré-históricos, como um aspirador de elefante de bebê e uma máquina de lavar pelicano . Wilma é uma boa cozinheira; uma de suas especialidades é a "torta de amora", a receita pela qual ela acabou vendendo para a rede de supermercados "Safestone". Wilma também gosta de se voluntariar para várias organizações de caridade e de mulheres em Bedrock, fazer compras e, ocasionalmente, conhecer as celebridades de seu mundo, incluindo Stony Curtis, Rock Quarry, e Jimmy Darrock.
Na terceira temporada da série original, Wilma engravida e dá à luz o único filho do casal, Pedrita. 
Quando Pedrita é adolescente, Wilma consegue emprego como repórter de um dos jornais de Bedrock, o Daily Granite (uma paródia do Daily Planet of Superman ), do editor Lou Granite (uma paródia de Lou Grant, do programa Mary Tyler Moore Show ). Enquanto trabalhava lá, Wilma compartilha várias aventuras com o super - herói pré - histórico Capitão Caveman, que, em uma identidade secreta, também trabalha para o jornal.  
Mais tarde ainda, depois que Pedrita cresce e sai de casa, Wilma inicia um bem-sucedido serviço de refeições com sua vizinha e amiga Betty, antes de se tornar avó dos filhos gêmeos de Pedrita, Chip e Roxy.  

## Nome de solteira

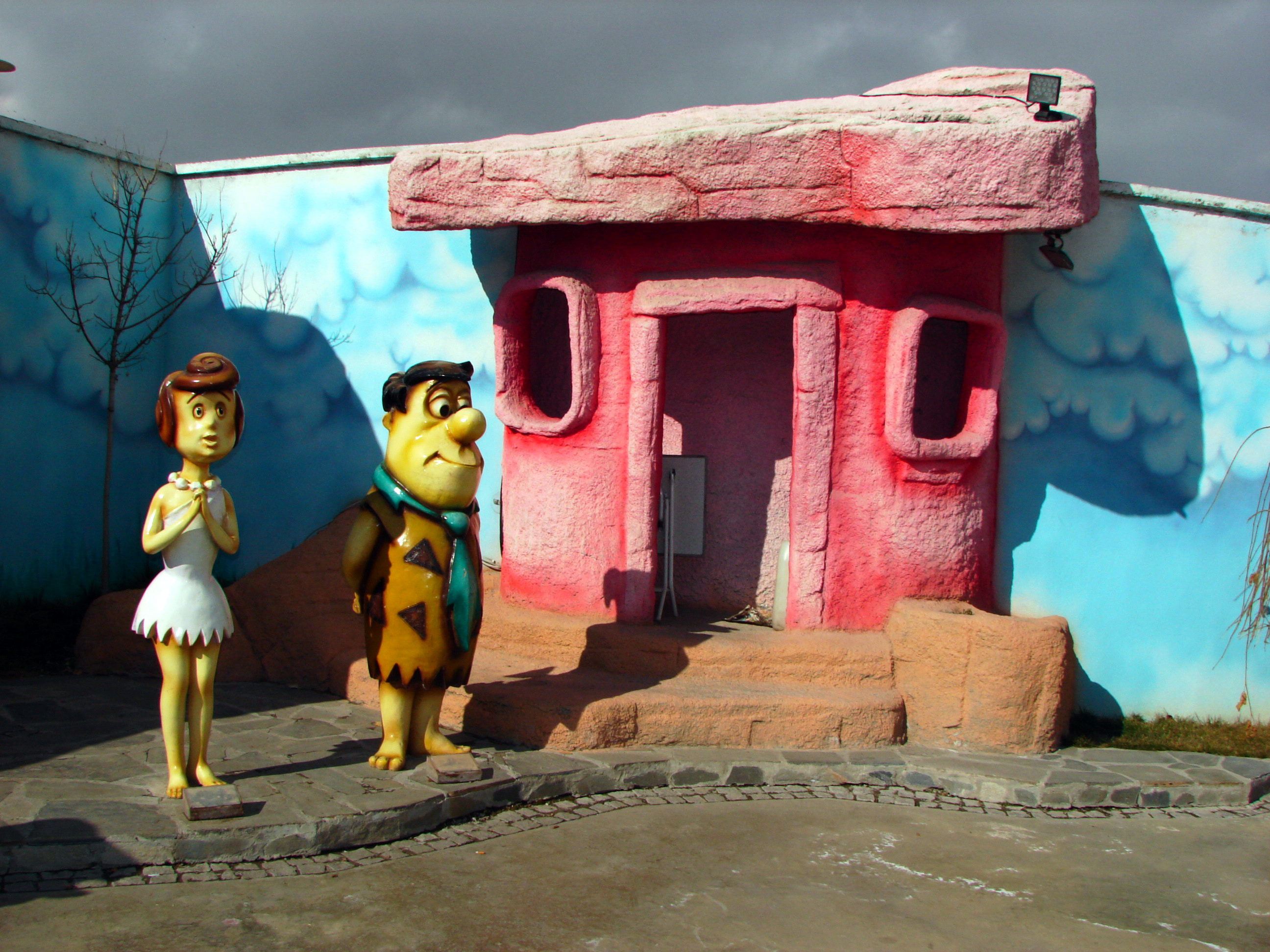
Figurinhas de Wilma e Fred Flintstone, parque de diversões de Ancara

O nome de solteira de Wilma está sujeito a um erro de continuidade. Vários episódios iniciais da série original declararam claramente o nome de solteira de Wilma era "Pebble". No episódio da segunda temporada "The Entertainer", a velha amiga de Wilma, Greta Gravel, lembra-a como "Wilma Pebble", e no episódio da terceira temporada "Dial S for Suspicion", um dos antigos namorados de Wilma, a chama de "Wilma Pebble".  
No entanto, episódios posteriores e spin-offs afirmam firmemente que seu nome de solteira é de fato "Slaghoople", baseado no nome da mãe de Wilma na série original, Pearl Slaghoople. O escritor de Flintstones, Earl Kress, explicou a discrepância como tal: "Infelizmente, é tão simples quanto [Hanna-Barbera] não se importar com a continuidade".

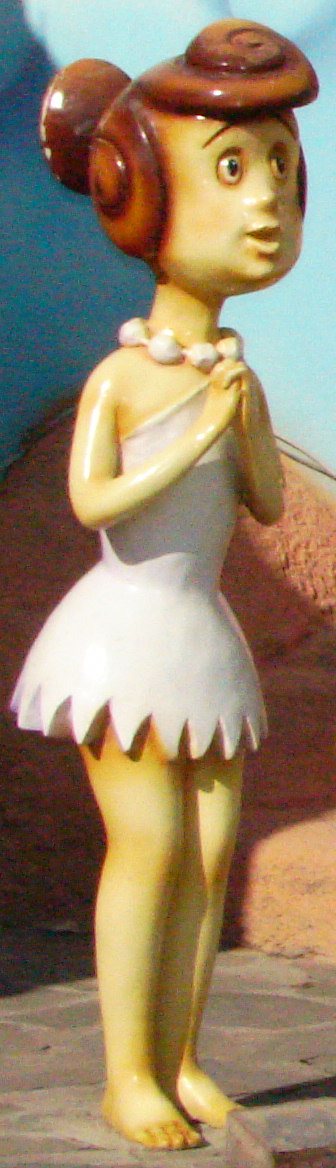
Estatueta Wilma.

## Retrato
Jean Vander Pyl foi a dubladora original de Wilma até sua morte em 1999. Desde então, Tress MacNeille assumiu a voz de Wilma. 
Em The Flintstone Kids, Wilma foi dublada por Julie McWhirter Dees e Elizabeth Lyn Frasier em diferentes pontos. 
No filme live-action The Flintstones, Wilma foi interpretada por Elizabeth Perkins, embora Vander Pyl tenha feito uma aparição na festa surpresa de Fred (na linha de conga atrás de Dino). No filme prequel Os Flintstones, no Viva Rock Vegas, Wilma foi interpretado por Kristen Johnston. 

## Mídia animada

### Shows de televisão
- As Lajes (1959)
- Os Flintstones (1960-1966)
- Mostra de Seixos e Bamm-Bamm (1971-1972)
- A hora da comédia de Flintstone (1972-1974)
- Fred Flintstone e amigos (1977-1978)
- O Novo Show de Fred e Barney (1979)
- Fred e Barney encontram a coisa (1979)
- Fred e Barney conhecem o Shmoo (1979–1980)
- Mostra de comédia de Flintstone (1980–1982)
- Os Flintstone Funnies (1982-1984)
- The Flintstone Kids (1986–1988) (dublada por Julie McWhirter Dees e Elizabeth Lyn Frasier)
- Os Simpsons (1992) (apareceu na mordaça do sofá por " Kamp Krusty ")
- Que desenho animado! - com Dino: Stay Out! (1995)

### Filmes e especiais
- O Homem Chamado Flintstone (1966)
- Os Flintstones no Gelo (1973)
- Energia: Uma Edição Nacional (1977)
- Um Natal de Flintstone (1977)
- Os Flintstones: Pequena Liga (1978)
- Os Novos Vizinhos dos Flintstones (1980)
- Os Flintstones encontram Rockula e Frankenstone (1980)
- Os Flintstones: O Desafio Final de Fred (1980)
- Os Flintstones: Febre Jogging (1981)
- Os Flintstones: Windma-up Wilma (1981)
- Celebração do 25º aniversário dos Flintstones (1986)
- Os Jetsons conhecem os Flintstones (1987)
- O Especial "Just Say No" para Crianças dos Flintstone (1988)
- Celebração de Yabba Dabba Doo: 50 anos de Hanna-Barbera (1989)
- Eu Yabba-Dabba faço! (1993)
- Bebê Hollyrock-a-Bye (1993)
- Um Natal da Família Flintstone (1993)
- Os Flintstones (1994) (interpretado por Elizabeth Perkins )
- Uma Canção de Natal de Flintstones (1994)
- Os Flintstones em Viva Rock Vegas (2000) (interpretado por Kristen Johnston )
- Os Flintstones: Nas Rochas (2001) (dublado por Tress MacNeille )
- Os Flintstones e WWE: Idade da Pedra SmackDown! (2015)